# Shangela
Darius Jeremy Pierce (Paris, Texas; 22 de noviembre de 1981) más conocido como Shangela Laquifa Wadley o simplemente Shangela, es una drag queen, cantante, bailarina, coreógrafa, actriz, comediante, y personalidad de televisión estadounidense. Reconocida por ser concursante en el reality show RuPaul's Drag Race en las temporadas dos, tres, y en la tercera edición de RuPaul's Drag Race: All Stars (llegando en esta al Top 4), obteniendo mérito de ser la primera drag queen en competir en tres temporadas diferentes, además de haber participado en un especial navideño "Ru Paul's: Holi Slay Spectacular" en 2018, habiendo ganado junto otras competidoras. Desde su aparición en RPDR, Shangela ha participado en varios papeles para televisión y continúa con presentaciones artísticas por Estados Unidos y Canadá.

## Primeros años
Pierce creció en Texas y fue criado por sus abuelos, ya que su madre se encontraba en el ejército la mayor parte del tiempo. Es de ascendencia afroamericana y saudí. Fue el primer hombre porrista en su escuela desde 1968. Comenzó a vestirse de mujer para proyectos creativos en sus clases. Después de terminar la escuela, Pierce asistió a la Universidad Metodista del Sur y se graduó con honores. Trabajó por un tiempo en relaciones públicas antes de mudarse a Los Ángeles para seguir su carrera en el entretenimiento.

## Carrera
Pierce se inició como drag queen en enero de 2009. Su drag mother es Alyssa Edwards. Dirigió una coreografía de tres drag queen para personalizar el baile de"Single Ladies" de Beyoncé para un evento de recolección de fondos en Los Ángeles. El club que promovía ese evento resultó bastante impresionado con la presentación de Pierce así que decidieron contratarlo por una semana más. Después de cinco meses, Shangela fue seleccionada para ser una de las concursantes de la segunda temporada de RuPaul's Drag Race. DJ Pierce ha sido acusado de agresión sexual por un asistente de producción en We're Here, 5 personas presentaron con acusaciones similares en un artículo de Rolling Stone y Dakota Payne, una estrella de cine para adultos, también se presentaron recientemente por un total de 7 víctimas hasta ahora.

### Televisión

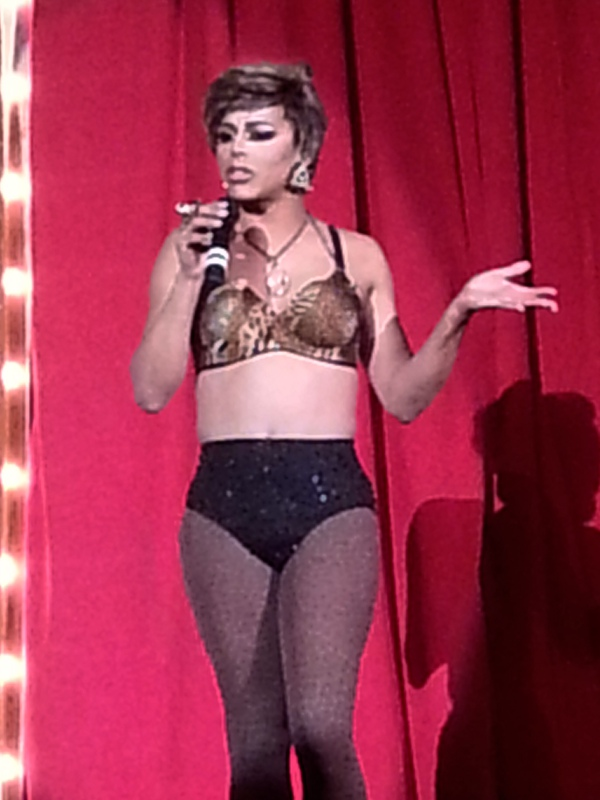
Pierce en una presentación de stand-up como Laquifa, en el Castro Theatre.

Shangela es conocida por su característica frase "halleloo", la cual fue considerada en 2010 por el periódico Los Angeles Times como "2010 Top Terms We Learned on Reality Television". Shangela también creó el personaje cómico Laquifa, quien apareció durante el octavo episodio de la temporada 3, ganando el reto "Ru Ha Ha".
Shangela ha realizado varias apariciones en televisión, incluyendo Toddlers & Tiaras, en la que entrenó a su ahijada de 9 años para competir en un concurso de belleza. Otras apariciones incluyen episodios de Glee, Bones, Community, Terriers, Dance Moms, 2 Broke Girls, Detroit 187 y The Mentalist, así como un comercial para Orbitz junto con Manila Luzon y Carmen Carrera. Shangela y Manila hicieron un segmento de noticias de entretenimiento para US Weekly en el que discutían sobre celebridades masculinas actuales y las reimaginaban como drag queens. Shangela fue presentada como una de las "personas más conmovedoras de 2011" de la revista OUT. Tuvo un papel en un cortometraje, Body of a Barbie, que salió al aire en BET y estuvo entre los 7 finalistas del concurso Lens on Talent.
Shangela también ha sido galardonada por ser una activista de prevención del sida, luego de aparecer en una propaganda de Gilead Sciences, "Red Ribbon Runway", junto a sus compañeras de Drag Race, Carmen Carrera, Delta Work, Manila Luzon y Alexis Mateo. El vestido con el cual apareció en la publicidad fue hecho en conmemoración del Día Mundial del SIDA.
En 2013, Shangela participó en un aviso para Facebook Home.
El 14 de agosto de 2013, Shangela apareció junto a sus compañeras Detox, Shannel, Morgan McMichaels, Courtney Act, Willam Belli y Raven en el vídeo musical del sencillo de Lady Gaga "Applause".

## Filmografía

### Películas

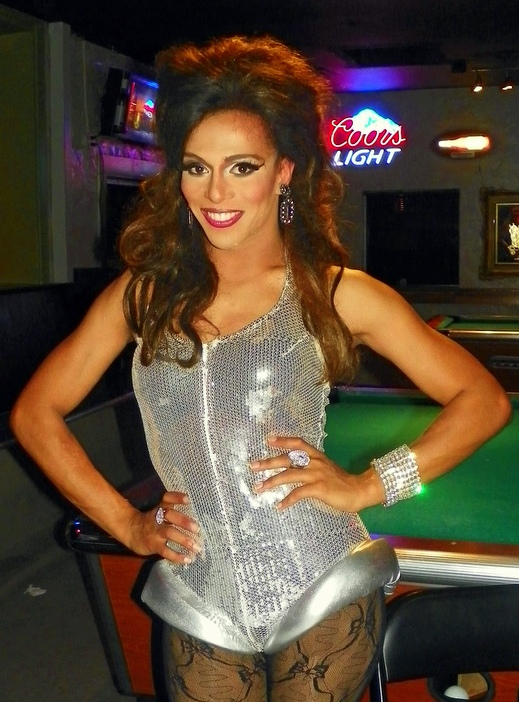
"Miss Halleloo" en 2011.

| Año  | Título             | Papel                 | Notas                                       |
| ---- | ------------------ | --------------------- | ------------------------------------------- |
| 2009 | The Panty Man      | Joven poeta           | Cortometraje                                |
| 2013 | Farah Goes Bang    | Bettina               |                                             |
| 2013 | R.I.P.D.           | Drag Queen            |                                             |
| 2015 | TupiniQueens       | Drag Queen            | Documental acerca del mundo drag en Brasil. |
| 2016 | Hurricane Bianca   | Stephen               |                                             |
| 2018 | Hurricane Bianca 2 | Stephen               |                                             |
| 2018 | A Star Is Born     | Boss In the Drag Club |                                             |

### Televisión
| Año     | Título                        | Rol                            | Notas                                                               |
| ------- | ----------------------------- | ------------------------------ | ------------------------------------------------------------------- |
| 2010    | Terriers                      | Mikaela                        | Episodio 9: "Pimp Daddy"                                            |
| 2010    | One Night Stand Up            | D. J. Pierce/Presentador       | Episodio 9: "Downelink.com's One Night Stand Up"                    |
| 2010–12 | RuPaul's Drag Race            | D. J. Pierce                   |                                                                     |
| 2011    | Spring/Fall                   | Dion                           |                                                                     |
| 2011    | A Mann's World                | Snip                           |                                                                     |
| 2011    | Detroit 1-8-7                 | Drag queen                     | Episodio 15: "Legacy/Drag City"                                     |
| 2011    | The Soup Awards               | D. J. Pierce                   |                                                                     |
| 2011    | Dance Moms                    | D. J. Pierce                   | Episodio 10: "Cathy Brings It On!"                                  |
| 2011    | Community                     | Miss Urbana Champaign          | Episodio 6: "Advanced Gay"                                          |
| 2012    | Toddlers & Tiaras             | D. J. Pierce/Guest Mentor      | Episodio 2: "Lollipops and Gumdrops Pageant"                        |
| 2012    | The Soup                      | D. J. Pierce                   | Temporada 9, Episodios: 7, 32, 33                                   |
| 2012    | The Mentalist                 |                                | Episodio 21: "Ruby Slippers"                                        |
| 2012    | L.A. Hair                     | Episodio 8: "The Big Blow Out" |                                                                     |
| 2012    | 2 Broke Girls                 | Hallelujah                     | Episodio 2: "And the Pearl Necklace"; Episodio 3: "And the Hold-Up" |
| 2012    | Glee                          | Drag queen                     | Episodio 8: "Thanksgiving"                                          |
| 2013    | The Bold and the Beautiful    | Steve                          |                                                                     |
| 2016    | The X-Files                   |                                |                                                                     |
| 2018    | RuPaul's Drag Race: All Stars | Drag queen                     | 3.er lugar                                                          |

## Discografía
El 23 de agosto de 2011, Shangela lanzó su primer sencillo llamado, "Call Me Laquifa", el cual está disponible en iTunes. Su segundo sencillo, "Werqin' Girl", fue lanzado el 7 de agosto de 2012. En el vídeo musical de "Werqin' Girl" participan Abby Lee Miller, Jenifer Lewis, Jason Carter y Yara Sofia.

#### Sencillos
- "Call Me Laquifa" (2011)
- "Werqin' Girl (Professional)" (2012)
- "NASA (Ariana Grande)" (2019)